# نبيل سلامة
نبيل سلامة (6 يناير 1962 في طرابلس - ) مغن مؤلف، وصحفي، ومغني من فلسطين.